# Enova Systems
Enova Systems war ein amerikanisches Unternehmen, das Nutzfahrzeuge mit elektrischem Antrieb produzierte und als Zulieferer Auftragsarbeiten für OEM umsetzte. Der Hauptsitz der Gesellschaft war in Torrance, Kalifornien.

## Geschichte

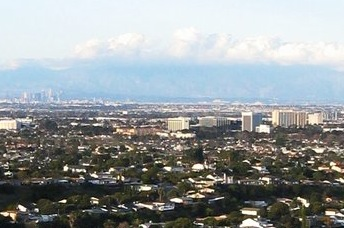
Enova Systems hatte seinen Firmensitz in Torrance, Kalifornien.

Die Gesellschaft wurde am 30. Juli 1976 unter dem Namen „Clover Solar Corporation, Inc.“ gegründet, im Juni 1979 folgte die erste Umbenennung in „Solar Electric Engineering, Inc.“ und im Januar 1994 die zweite in „U. S. Electricar, Inc.“. Die dritte und bis dato letzte Änderung des Namens in „Enova Systems“ erfolgte im November 1999.
Unter den ersten beiden Namen war das Unternehmen vor allem als Hersteller von Solarprodukten und Elektrokarren für industrielle Anwendungen aktiv. In den beiden letztgenannten Inkarnationen war der Geschäftszweck des Unternehmens, konventionelle Kraftfahrzeuge in elektrisch betriebene KFZ umzuwandeln sowie elektrische, hybrid-elektrische und brennstoffzellenbetriebene Antriebssysteme und dazugehörige Komponenten wie Energiemanagementsysteme und Ladegeräte zu entwickeln, zu konstruieren und zu fertigen. Ebenso wurde die Fahrzeugsystemintegration durchgeführt und verschiedene Ingenieurverträge als Dienstleister wurden ebenfalls übernommen.
Die Neuausrichtung der Gesellschaft fand ab 1993 statt, als Ted Morgan als neuer CEO eingestellt wurde.
Vor dem Hintergrund einer einsetzenden Regulierung – so bestand in Kalifornien zu der Zeit bereits die Vorgabe, dass Autohersteller im Jahr 1998 einen Anteil von 2 % Elektrofahrzeugen bei ihren Verkäufen haben sollten – konzentrierte er sich auf den Markt für elektrische PKW und LKW. Vor diesem Hintergrund wurden Produktionslinien in Los Angeles, Redlands (Kalifornien), Riviera Beach (Florida) und Honolulu sowie ein Stamm von 310 Mitarbeitern aufgebaut, die Enova mit Abstand zum größten Arbeitgeber unter den Herstellern von Elektrofahrzeugen machten. Von der Los Angeles Times wurde die Gesellschaft als „der führende Hersteller von Elektrofahrzeugen“ bezeichnet. Das Wall Street Journal nannte die Gesellschaft den größten Produzenten dieses Sektors.
Die Absatzprognose für das Geschäftsjahr 1994/95 lag bei 1.500 Fahrzeugen, tatsächlich wurden nur 190 abgesetzt. Im zweiten Quartal des Geschäftsjahres (November–Januar) erwirtschaftete die Gesellschaft damit einen Verlust von 16,5 Millionen US-Dollar bei einem Umsatz von 3,7 Millionen US-Dollar. Im Vergleichszeitraum des Vorjahres waren es ein Verlust von 2,9 Millionen US-Dollar und ein Umsatz von 1,4 Millionen US-Dollar. In der Folge wurde daraufhin gut ein Drittel des Personals entlassen. Bezüglich der weiteren Entwicklung zeigte sich die Detroit Free Press kritisch: Der einstmals größte Hersteller von Elektroautos in den USA könne nicht mehr die Mieten bezahlen und die Hoffnung des CEO, „der Henry Ford der Elektrofahrzeugindustrie zu werden“, schwinde angesichts der Geldknappheit des Unternehmens und der Unsicherheit, Forschungsmittel von der Regierung oder der Wirtschaft zu erhalten.
Wenige Monate später wurde Morgan als CEO von Roy Kusumoto ersetzt. Er führte das Unternehmen durch die Krise, blieb rund zwei Jahre und schied im November 1997 aus. Sein Nachfolger wurde Carl D. Perry.
Zum Jahresende 1999 teilte die Gesellschaft mit, dass sie ihren bisherigen Namen U.S. Electricar in Enova Systems ändere. Dies geschehe vor dem Hintergrund, dass das Unternehmen durch Umstrukturierungen auch innerhalb der Produktpalette ein „komplett neues Unternehmen“ sei und der neue Name auch das Selbstverständnis ausdrücke, neue Technologien zu entwickeln, die einen nachhaltigen Einfluss auf elektrische Fahrzeuge hätten. Gut ein Jahr später gab die Gesellschaft bekannt, dass auch das ursprünglich beibehaltene Börsenkürzel „ECAR“ in „ENVS“ geändert werde.

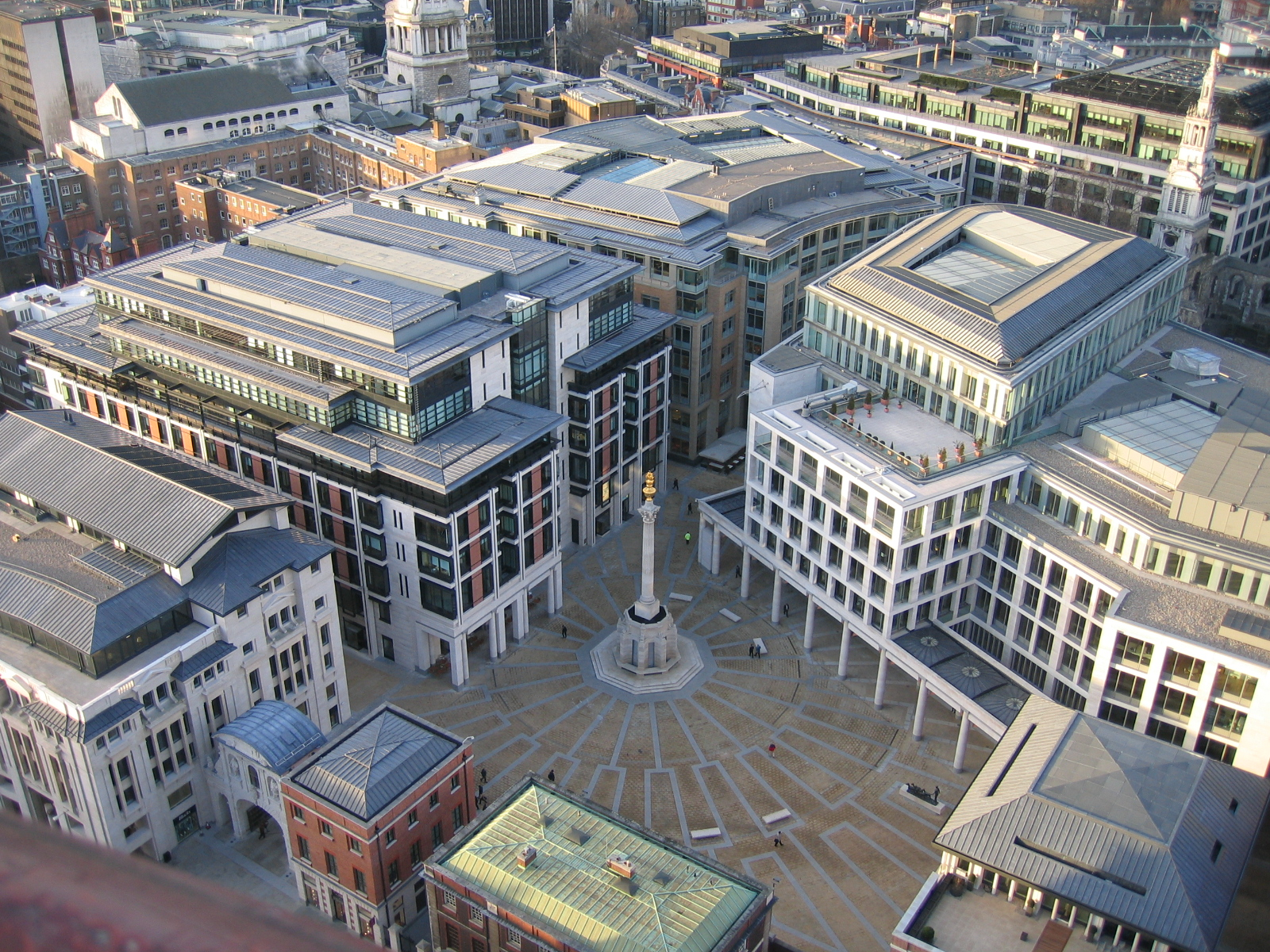
Im Jahr 2005 erfolgte der IPO von Enova Systems an der LSE.

Im Jahr 2005 war die Gesellschaft weitgehend von zwei Industriepartnern abhängig, die kumuliert für 60 % der Umsätze standen: Tomoe Electro Mechanical Engineering (49,3 %) und Hyundai (12,5 %). Zu dieser Zeit hatte das Unternehmen knapp 30 Mitarbeiter und zwischen 2002 und 2005 wurden jedes Jahr stets negative Erträge zwischen 2,1 und 3,6 Mio. US-Dollar erwirtschaftet. Trotz dieser Zahlen gelang Enova im Juli 2005 das Listing an der London Stock Exchange. Dabei sammelte die Gesellschaft 20 Millionen US-Dollar ein und erreichte eine Marktkapitalisierung von 55 Millionen US-Dollar.
Die operativen Maßnahmen, sich insbesondere durch Kooperationen als Zulieferer für etablierte Konzerne oder das US-Militär zu finanzieren, führten dazu, dass Enova Systems nicht nur in Branchen-Almanachen aufgeführt wurde, sondern bis mindestens 2011 auch in Werken, die sich mit Investmentempfehlungen auseinandersetzen. Dabei wurde Enova als „führender Anbieter von Elektromotoren und Power-Management-Systemen für EV, PHEV und FCV“ bezeichnet.
In den Folgejahren geriet das Unternehmen wieder in eine Schieflage: Trotz innovativer technologischer Fortschritte und der Reife des Markts für alternative Antriebsstränge in Nutzfahrzeugen war die Akzeptanz und Einführung der Produkte schleppend und die Gesellschaft hatte Schwierigkeiten, die Rentabilitätsziele zu erreichen. Enova wurde im Juli darüber informiert, dass die Notierung an der New York Stock Exchange (NYSE) wegen Nichteinhaltung der Börsenzulassungsanforderungen der Notierung ausgesetzt war. Im Laufe des Jahres 2012 wurde die Securities and Exchange Commission mehrfach informiert, dass die NYSE-Notierungsvorschriften nicht erfüllt wurden. Ende Oktober 2012 gab die New York Stock Exchange daher das Delisting zum Ende des Monats bekannt. Enova legte gegen diese Maßnahmen keinen Widerspruch ein. Im dritten Quartal des Jahres 2015 mündeten die Schwierigkeiten darin, dass die Gesellschaft zum Quartalsende über keine liquiden Mittel mehr verfügte und Kredite von einem Mitarbeiter erhielt, um die Mindestbetriebskosten zu decken. Die Geschäftsführung ging in dem Quartalsbericht nicht davon aus, dass die verbleibenden Vermögenswerte ausreichen werden, um den Geschäftsbetrieb bis Jahresende aufrechtzuerhalten.

## Produkte

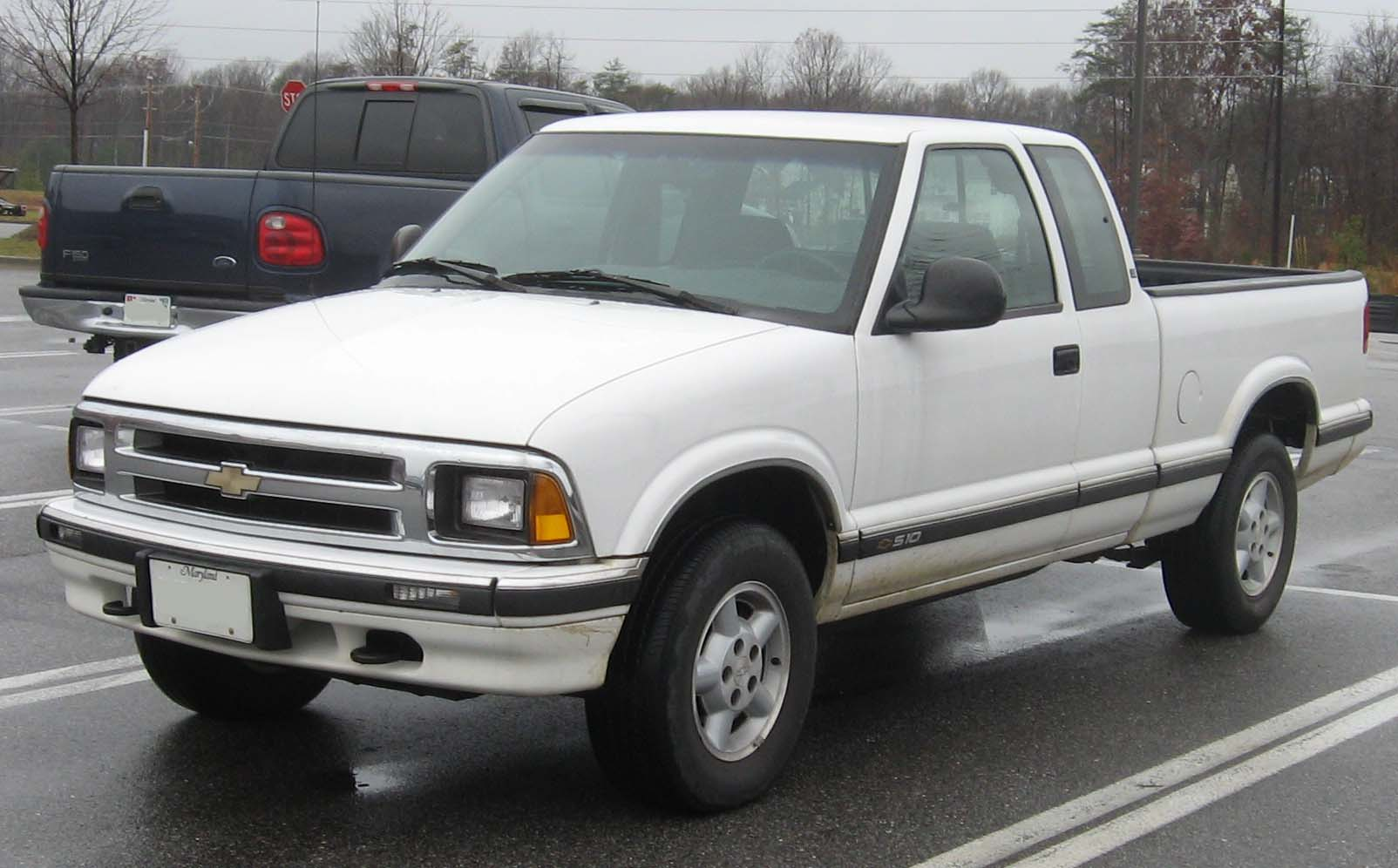
Der Chevrolet S-10 konnte elektrisch umgerüstet werden.

Mitte 1994 gab die Gesellschaft bekannt, dass sie die Kapazität geschaffen habe, pro Monat 400 Fahrzeuge – Chevrolet S-10 Pick-up und Geo Prizm – mit versiegelten Blei-Säure-Batterien in Elektroautos umzurüsten. Die Reichweite beider Modelle betrug zu diesem Zeitpunkt 60 bis 80 Meilen.
Im Rahmen eines Dienstleistungsauftrags auf Hawaii hatte Enova mehrere Komponenten neu zu entwickeln (darunter einen Dual-8-kW-Wechselrichter, einen 380V-DC-DC-Wandler, Software) und für ein konkretes Projekt bestehende Technik wie eine Hybridsteuereinheit und einen mobilen Brennstoffzellengenerator einzubringen.
Parallel zu Serviceaufträgen für Hyundai hat Enova Ende der 1990er Jahre auch ein Serienhybridantriebssystem für mittlere und schwere Lieferungs- und Transportfahrzeuganwendungen entwickelt.

## Kooperationen
Im Sommer 1994 kündigte Enova Systems, zu dem Zeitpunkt ca. ein halbes Jahr aktiv unter dem Namen U.S. Electricar Inc., eine Vereinbarung mit Itōchū Shōji, einem japanischen Handelsunternehmen, an. Auf der einen Seite sollte Enova für Itōchū in Japan produzierte Postautos des Herstellers Grumman elektrifizieren, auf der anderen Seite investierte die Gesellschaft kumuliert 15 Millionen US-Dollar für ein Gesamtpaket aus Aktien, Eigenkapital und Darlehen.
CEO Ted Morgan baute darüber hinaus auch wichtige Geschäftsbeziehungen mit General Motors und Ford auf und führte auch Gespräche über den Verkauf von Elektrofahrzeugen in Malaysia und Mexiko. Konkret ging Enova Systems dabei u. a. ein Joint Venture mit Grupo Industrial Casa aus Mexiko ein, um elektrisch betriebene Industriefahrzeuge und Busse und Nord- und Südamerika zu vermarkten.

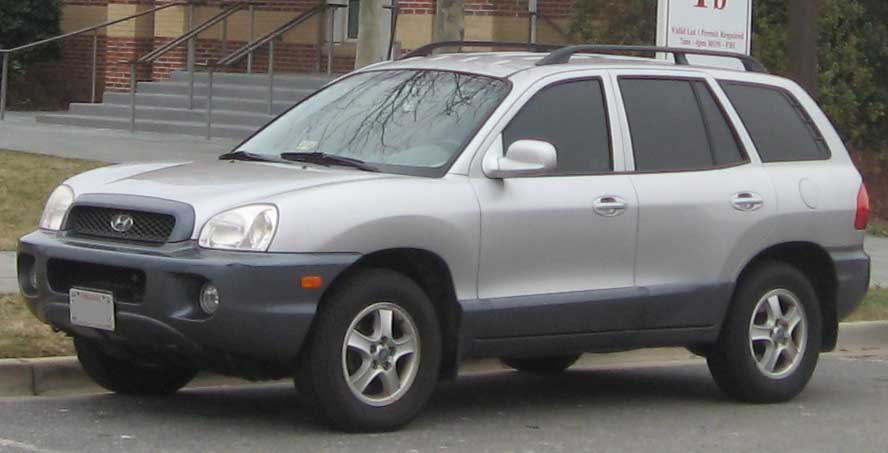
Enova lieferte für Prototypen des Hyundai Santa Fe den Antriebsstrang sowie Überwachungssysteme

Gegen Ende des Jahres 1999 teilte die Gesellschaft mit, dass eine bestehende exklusive Beziehung zu Hyundai, um Antriebssysteme und -komponenten für elektrische und hybride Fahrzeuge zu entwickeln und zu produzieren, ausgeweitet wurde. Dieses parallele Hybridsystem wurde in Zusammenarbeit mit Hyundai für deren Concept Car entwickelt, das kurz zuvor auf der Seoul Auto Show ausgestellt wurde. Das System wurde erfolgreich integriert und konnte alle Leistungsanforderungen nachweisen. Konkret wurde Enovy Systems als wettbewerbsfähiger Anbieter ausgewählt, um aus den bestehenden elektrischen Antriebssystemen mit 60 kW, 90 kW und 120 kW eine Familie von elektrischen und hybrid-elektrischen Antriebssystemen für eine Hyundai-Reihe von Elektrofahrzeugen zu entwickeln. Zuvor wurde gemeinsam ein Hybridsystem für ein Konzeptfahrzeug entwickelt, das kurz zuvor auf der Seoul Motor Show ausgestellt wurde. Im Herbst 2000 stellte Hyundai mit dem Santa Fe FCEV den Prototyp eines mit Wasserstoff betriebenen SUV und 2001 mit dem den Santa Fe FCHEV einen Prototyp, der mit Druckwasserstoff betankt wird. Enova lieferte in beiden Fällen den Antriebsstrang sowie die Überwachungssysteme für die Kraftstoffkontrolle und die Brennstoffzelle. Zu den weiteren Lieferanten gehörte u. a. UTC Fuel Cells (Brennstoffzellen) und IMPCO Technologies (Tank). Auf der von Michelin ins Leben gerufenen Veranstaltung Challenge Bibendum gewann der Santa Fe FCEV zwei Gold- und zwei Silbermedaillen. Für den Aufbau des ersten Modells investierte Hyundai insgesamt 15 Mio. US-Dollar. Aufgrund einer „Equity Alliance“ mit Hyundai hatte später auch der deutsch-amerikanische Konzern DaimlerChrysler Zugriff auf die Erkenntnisse von Enova.
Mitte 2000 teilte die Gesellschaft mit, dass sie von der High Technology Development Corporation (HTDC) des US-Bundesstaates Hawaii – zum Teil mitfinanziert durch das US-Verkehrsministerium – einen Auftrag zur Entwicklung von elektrischen Straßenbahnen für Flughäfen, Parks und andere Transitanwendungen mit hoher Kapazität erhalten habe.
Im Sommer 2003 erhielt die Gesellschaft einen neuen, mit 600.000 US-Dollar dotierten Entwicklungsauftrag der HTDC, um neue Technologien für mobile Hochleistungs-Brennstoffzellenanwendungen und einen brennstoffzellenbetriebenen Hybridbus für die Hickam Air Force Base zu entwickeln.

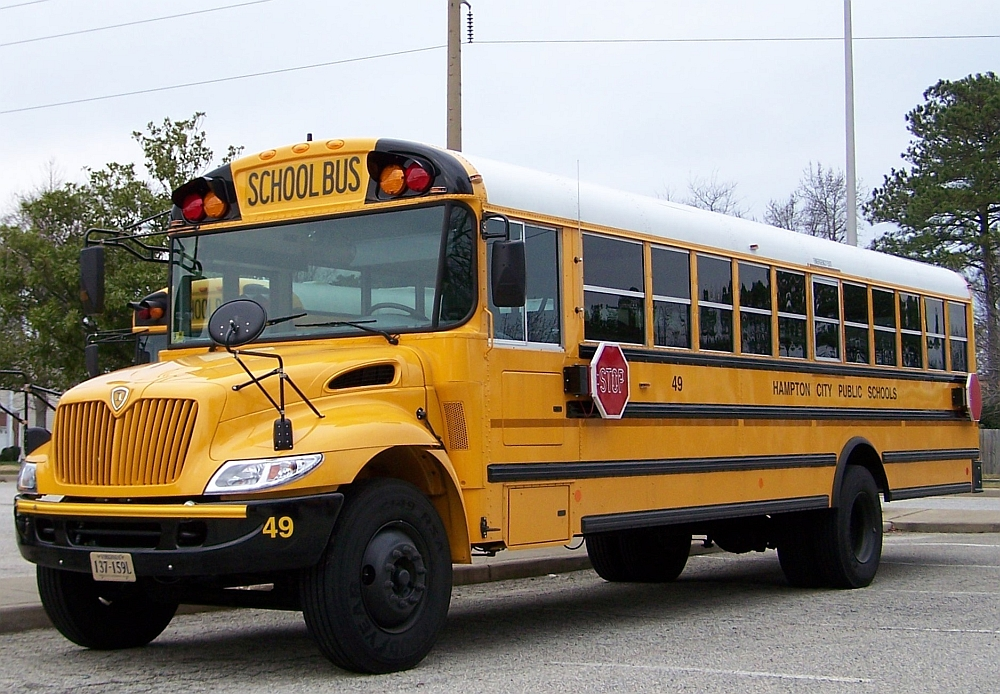
Im Jahr 2008 schloss Enova Systems eine Vereinbarung mit IC Bus.

Auch im Folgejahr flossen Mittel des US-Militärs in Höhe von 420.000 US-Dollar an das Unternehmen, in diesem Fall als Subauftragnehmer der EDO Corporation, um Komponenten für ein Unbemanntes Wasserfahrzeug zu entwickeln und zu produzieren.
Als Industriepartner kooperierte Enova Mitte der 2000er Jahre neben Hyundai u. a. mit Wright Bus aus Großbritannien, EcoPower Technology aus Italien, MTrans aus Malaysia und Ford.
Mitte 2008 wurde bekanntgegeben, dass Enova Systems einen exklusiven, langfristigen Liefervertrag mit IC Bus, dem größten Schulbushersteller der Vereinigten Staaten und eine Tochtergesellschaft des US-Nutzfahrzeugherstellers Navistar, abgeschlossen hat. Die Vereinbarung umfasste ein paralleles Hybrid-Antriebssystem von Enova, das für die Hybrid-Schulbusse gedacht war. Die Auswahl als Zulieferer erfolgte laut einer Mitteilung von IC Bus aufgrund der Zuverlässigkeit und der nachgewiesenen Fähigkeit von Kraftstoffeinsparungen sowie Emissionsreduzierungen. Als weiterer Aspekt wurde hervorgehoben, dass keine zusätzlichen Investitionen in die Wartungsinfrastruktur erforderlich seien.

## Sonstiges
Für ein Managementbuch auf Basis von Theodore Roosevelt wurde der damalige CEO Carl D. Perry um ein Zitat gebeten, welches zu Beginn auch abgedruckt wurde. Perry empfahl das Werk sowohl dem aufstrebenden als auch dem erfahrenen Manager.